# Елизавета Ангальт-Дессауская
Елизавета Мария Фридерика Амелия Агнесса Ангальт-Дессауская (нем. Elisabeth Marie Friederike Amelie Agnes von Anhalt-Dessau; 7 сентября 1857, Вёрлиц — 20 июля 1933, Нойштрелиц) — член дома Асканиев, в замужестве великая герцогиня Мекленбург-Стрелицкая.

## Биография
Елизавета — старшая дочь из шести детей герцога Фридриха I Ангальт-Дессауского и его супруги принцессы Антуанетты Саксен-Альтенбургской, которая являлась второй дочерью принца Эдуарда Саксен-Альтенбургского и его первой супруги принцессы Амалии Антуанетты Гогенцоллерн-Зигмаринген. По отцовской линии её дедушкой и бабушкой были герцог Леопольд IV Фридрих и принцесса Фридерика Вильгельмина Прусская.
17 апреля 1877 года в Дессау принцесса Елизавета вышла замуж за наследного великого герцога Адольфа Фридриха, единственного ребёнка великого герцога Фридриха Вильгельма и его супруги принцессы Августы Каролины Великобританской. В браке родились:
- Виктория Мария (1878−1948), замужем за графом Жоржем Жаметелем, позднее за принцем Юлиусом Эрнстом Липпе-Бистерфельдским
- Ютта (1880−1946), замужем за кронпринцем Данилой Черногорским
- Адольф Фридрих (1882−1918, самоубийство)
- Карл Борвин (1888−1908, дуэль).

Великая герцогиня Елизавета принимала активное участие в деятельности благотворительных организаций, заботилась о школьном образовании и медицинском обслуживании.
Елизавета Ангальт-Дессауская похоронена в княжеской усыпальнице церкви иоаннитов на Дворцовом острове в Мирове.